# Lichenopora fava
Lichenopora fava är en mossdjursart som beskrevs av Charles Henry O'Donoghue 1923. Lichenopora fava ingår i släktet Lichenopora och familjen Lichenoporidae. Inga underarter finns listade i Catalogue of Life.